# Gospodska-barlang
A Gospodska-barlang (horvátul: Gospodska špilja, Gospodska pećina, Milaševa pećina) egy cseppkőbarlang a Kijevoi-karsztmedence északkeleti részén, Vrlikától északra, a Cetina forrása felett, Horvátországban. Keletről az időszakos Ždrela draga, nyugatról a Milaševa draga határolja.

## Leírása
A barlang talán leginkább arról ismert, hogy 1776-ban az akkor 22 éves Padovában tanuló sinji Ivan Lovrić, Alberto Fortis apát „Az út Dalmácián keresztül” („Viaggio in Dalmazia”) című művére írt reagálásként „Megjegyzések Albert Fortis apát Dalmácián keresztüli útjára” („Osservazioni sopra diversi pezzi del Viaggio in Dalmazia del signor abate Alberto Fortis”) címmel írt művében részletesen leírta a barlangban végzett kutatásait. Ezért tekinthetjük őt az első horvát barlangkutatónak. Fontos megjegyezni, hogy a 13 méteres szintkülönbségű függőleges járatot, amely a szifontóhoz vezetett egy kötéllel küzdötte le. A tóról megállapította, hogy a Cetina forrásához kapcsolódik.
A barlang gyönyörűen rétegzett kréta kori mészkövekben a felszín alatti vizek eróziós munkája révén alakult ki, amelyek tevékenységét egyértelműen észrevesszük a barlang szinte valamennyi járata és helyisége mentén. A barlang két részre osztható: a felső inaktív és az alsó aktív részre. Az enyhe fekvésű bejárati részen kívül a barlang felső inaktív csatornája majdnem vízszintes és északra húzódik. A csatorna ezen része cseppkődíszekben gazdag.
A barlang aktív része az északi és a déli járatból áll, és a felső, inaktív járatból 13 méteres meredek kürtőn keresztül érhető el. A déli járat hálózatot (labirintus) alkot, amely többnyire a barlang felső inaktív része alatt halad el és két szifontóval zárul. A barlang aktív részének északi járata tág folyosókon, kőtömbök felett vezet a két szifontóhoz. Eddig nem találtak kapcsolatot a Cetina fő forrása, amely a barlangtól csupán 650 méterre délre található, és a földalatti vízgyűjtők között, de a kapcsolat nagyon valószínű.
A barlang járatainak hossza 3060 méter. A felső, száraz szinten levő részen az őskorban időnként laktak. Előcsarnokában a felső pleisztocén lelőhelyeken barlangi medve, farkas, barlang hiéna, szarvas, zerge stb. maradványait találták. Az idősebb lerakódások (holocén) vaddisznó, őz és őz csontvázainak és háziállatok maradványait tartalmazzák. A barlang bejárati (elülső) része a paleolitikumban (kovakő műtárgy lelet), a bronz- és vaskorban (tűzhelyek, kerámia) és a középkorban is lakott volt. A termek szikláit sok látogató írása borítja, amelyek egy része 1776-ig nyúlik vissza. A Cetina földalatti folyása átfolyik az alsó szinten, ezt a részt intenzíven feltárták. 